# Terugweg (film)
Terugweg is een Nederlandse korte film uit 2008 die is geproduceerd door IJswater Films in het kader van Kort! 8.

## Verhaal
Onderweg naar een feest krijgt Luna ruzie met haar vriend en verlaat de auto langs de snelweg met haar vriendin Evy. Op het pompstation vinden ze geen mogelijkheid om terug naar huis te keren. Het lijkt het beste naar de overkant van de snelweg te gaan.